# 2931 Мајаковски
2931 Мајаковски (енгл. 2931 Mayakovsky) је астероид главног астероидног појаса са средњом удаљеношћу од Сунца која износи 2,875 астрономских јединица (АЈ).
Апсолутна магнитуда астероида је 11,7.